# Храм Зевса в Олімпії

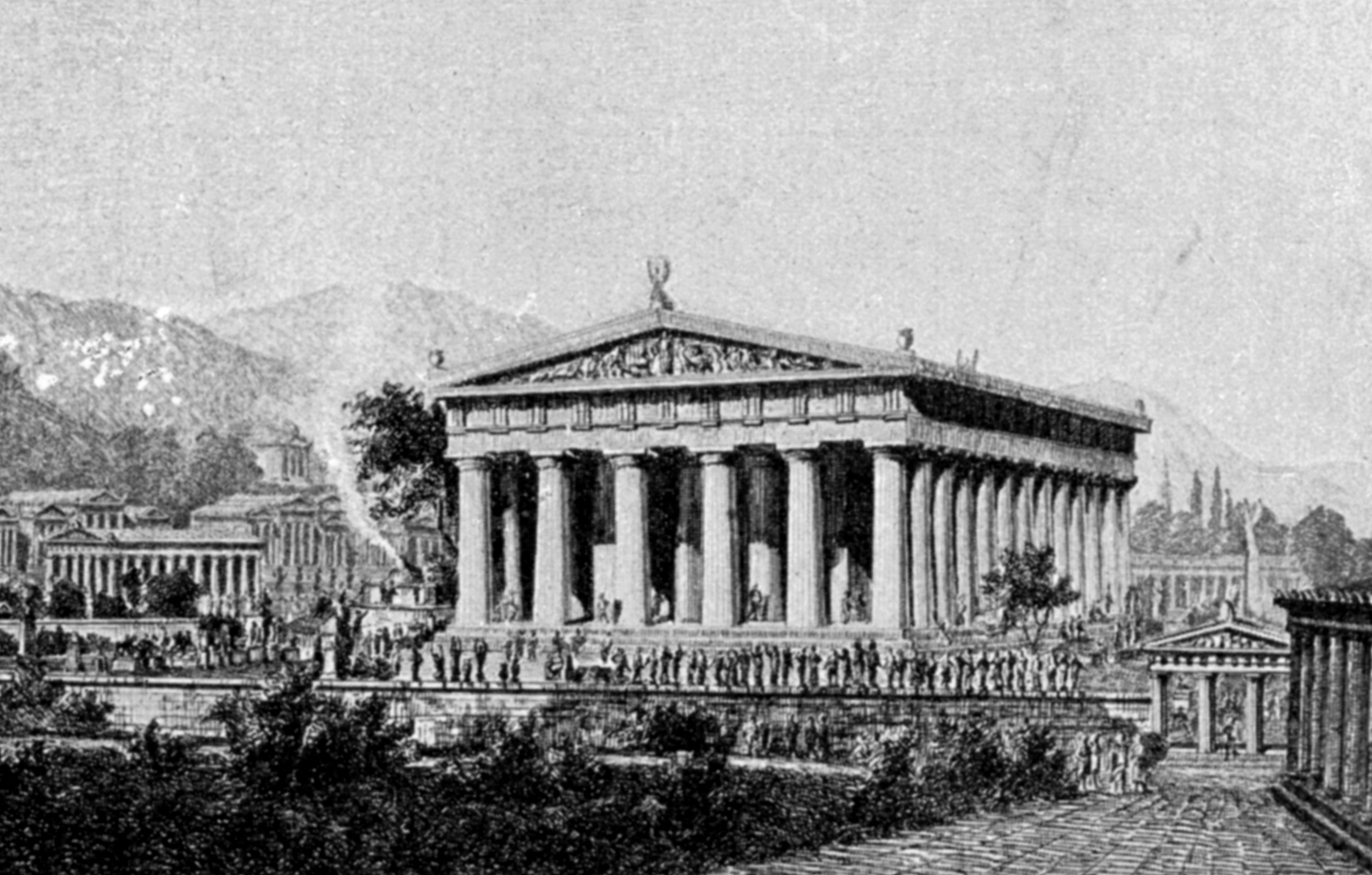
Історична реконструкція Храму Зевса 19 століття, виконана Паулем Неффом Верлагом

37°38′16″ пн. ш. 21°37′48″ сх. д. / 37.63778° пн. ш. 21.63000° сх. д.
37°38′16″ пн. ш. 21°37′48″ сх. д. / 37.63786111° пн. ш. 21.63° сх. д.
Храм Зевса — давньогрецький храм, присвячений верховному олімпійському богові Зевсу, який слугував центром архітектурного ансамблю давньої Олімпії.

## Історія
Перший, найбільш ранній храм, присвячений місцевим і пан-еллінським божествам зведений на цьому місці ще наприкінці мікенського періоду. Альтіс — обнесений стіною Священний гай, із вівтарем Зевса і пагорбом Пелопса, були вперше побудовані впродовж 10-9 століть до н. е., коли культ Зевса приєдналися до вже побутуючого тут культу Гери (див. Храм Гери в Олімпії).
Класичний храм Зевса був закладений в 52 олімпіаду елейцем Лібоном, але закінчений лише в 85-86 олімпіади Фідієм, тобто між 472 і 456 до н. е.
У 426 році н. е. імператор Феодосій II наказав зруйнувати всі храми і споруди в Олімпії як свідчення язичницької традиції. Знищення вцілілих залишків храму довершили потужні землетруси 522 і 551 років. Більшість збережених донині фрагментів храму зберігаються в Археологічному музеї Олімпії, кілька фрагментів фронтонів — в Луврі, Париж.

## Архітектура
Храм Зевса являв собою був типовий гіпетральний храм (Ύπαιθρος), а саме доричний периптер з 6-ма колонами по ширині храму і 13-ма по його довжині. Матеріалом для будівництва послужив вапняк-черепашник із Поросу. Фундамент також був вапняковим і сягав заввишки 22 м, завширшки — 27 м, в довжину — 64 м. Фундамент, колони і розписи цього храму були відкриті і відновлені в колишньому вигляді, завдяки розкопкам, проведеним в 1875 році під керівництвом німецького археолога Ернста Курціуса.
Всередині храму стояла хрисоелефантинна Статуя Зевса також роботи Фідія — одне з Семи чудес античного світу. Масивний п'єдестал статуї близько 3,5 метрів висотою прикрашали позолочені фігури, що зображували олімпійських богів. На цьому п'єдесталі, який представляв подобу Олімпу, знаходився трон, створений із золота і дорогоцінних каменів з безліччю різних прикрас із слонової кістки і чорного дерева. Статуя Зевса понад 10 метрів заввишки, з виразом світоправлячої могутності і разом батьківської ніжності, представлена сидячи на троні. У лівій руці бог тримав скіпетр, увінчаний орлом, а на простягнутою правій руці стояла богиня Ніка із золота і слонової кістки. Як свідчить Павсаній, з першого погляду здавалося неймовірним, що храм міг вмістити цю статую.
Східний фронтон храму прикрашала скульптурна група майстра Пеонія з Меїди, що представляла приготування до змагання на колісницях перед поглядом Зевса між Еномаєм і Пелопсом, а західний фронтон — група майстра Алкамена з Афін, що представляє сцену битви лапіфів з кентаврами. На метопах змальовані 12 подвигів Геракла.